# Lenguas turama-kikori
Las lenguas turama-kikori son una pequeña familia lingüística de lenguas papúes identificada por Arthur Capell (1962). Wurm (1975) y Ross (2005) consideran que esta familia es parte de las lenguas trans-neoguineanas.

## Clasificación
Las cuatro lenguas de esta familia están claramente relacionadas, aunque el rumu es claramente la lengua más divergente. Ross sugiere que el rumu permite establecer el parentesco de las lenguas turama al trans-neoguineano.
- Familia Turama–Kikori
  - Rumu (Kairi) (rama singular)
  - Lenguas turama: Omati, Ikobi.

La edición 17.ª de Ethnologue lista a las lenguas tirio dentro de esta familia, aunque no cita las fuentes.

## Comparación léxica
Algunos nombres de tortugas:
| Lengua (lugares)                                  | Emydura subglobosa | Elseya novaeguineae | Carettochelys insculpta | Pelochelys bibroni | Tortuga marina |
| ------------------------------------------------- | ------------------ | ------------------- | ----------------------- | ------------------ | -------------- |
| Ikobi [Kasere] (Kaiam)                            | Kaso bubal         | Kaso bubal          | Kaso Uwo                | Kaso Mimiri        | –              |
| Foroba (Omo, Kuru)                                | Kinisuga           | Kesoga              | Buguama                 | Mimiri             | –              |
| Rumu (Kopi, Ogamabu, Irimuku, Lalau, Ario, Waira) | Kehoko             | Kehoko, Purapati    | Piku                    | Mimiri, Otohehe    | –              |
| Porome [Kibiri] (Veiru, Doibo)                    | Ketori             | Ketori              | Watemui                 | Kauri              | –              |
| Porome [Porome] (Ero, Wowou)                      | Ketoko             | Ketoko              | Watemu                  | Dabeuri            | –              |
| Kerewo [Goaribari] (Apeawa, Samoa)                | –                  | Koimo               | Uwo                     | Unawaya            | Mirimiri, Gamo |
| Kiwai, Northeast [Urama] (Veraibari)              | Koimo              | Koimo               | Va’ema                  | Goava’ema          | Mia Mia        |
| Foi (Soro, Wasami, Tugiri, Kese, Kapoi)           | –                  | Baregwarabo         | –                       | –                  | –              |
| Fasu (Wairo, Hebaya)                              | –                  | Eketaiyaa           | –                       | –                  | –              |